# Aeschynomene mossoensis
Aeschynomene mossoensis är en ärtväxtart som beskrevs av J.Leonard. Aeschynomene mossoensis ingår i släktet Aeschynomene och familjen ärtväxter. Inga underarter finns listade i Catalogue of Life.